# باتريك بيرنهارت
باتريك بيرنهارت (بالألمانية: Patrick Bernhardt)‏ هو سائق سباق ألماني، ولد في 26 أكتوبر 1971.

## روابط خارجية
- باتريك بيرنهارت على موقع DriverDB.com (الإنجليزية)